# Big Hole
Big Hole, Open Mine eller Kimberley Mine er et diamant dagbrud og en grubemine i Kimberley i Sydafrika. Den anses for at være verdens største hul udgravet af mennesker.

## Historie
De første diamanter blev fundet på Colesberg Kopje af medlemmer fra "Red Cap Party" fra Colesberg på farmen Vooruitzigt, der tilhørte brødrene De Beers. Kampen om  stedet førte til navnet New Rush, som senere blev til Kimberley. Fra midten af juli 1871 til 1914 udgravede op til 50.000 minearbejdere hullet med hakker og skovle, med et udbytte på 2.720 kg diamanter.
Big Hole har en overflade på 17 hektar og er 463 m bredt. Det blev udgravet til 240 m, men derefter delvis opfyldt med overskudsmateriale, der reducerede dybden til omkring 215 m. Siden er omtrent 40 m vand akkumuleret i Big Hole. Det lader 175 meter synligt fra kanten af hullet.